# C・オーブリー・スミス
C・オーブリー・スミス（C. Aubrey Smith、1863年7月21日 - 1948年12月20日）は、ロンドン出身のイングランドのクリケット選手および俳優。身長193cm。オーブリー・スミスと表記されることもある。
ハリウッド映画における「豪邸に住む上流階級の（成功した）背が高く厳格」というステレオタイプのイングランド人役に多く起用された。

## 略歴
ケンブリッジ大学卒。在学中はクリケット選手として活躍し、卒業後は、南アフリカのクリケットチームやイングランドのクリケットチームでキャプテンを務める。
1895年にロンドンの舞台で俳優としてのキャリアをスタートさせる。
1932年に「ハリウッド・クリケット・クラブ」を設立。
1948年に肺炎で死去。

## 主な出演作品
- 類猿人ターザン Tarzan the Ape Man (1932)
- 勝利の朝 Morning Glory (1933)
- クリスチナ女王 Queen Christina (1933)
- 恋のページェント The Scarlet Empress (1934)
- クレオパトラ Cleopatra (1934)
- 支那海 China Seas (1935)
- 十字軍 The Crusades (1935)
- 小公子 Little Lord Fauntleroy (1936)
- ロミオとジュリエット Romeo and Juliet (1936)
- 沙漠の花園 The Garden of Allah (1936)
- テンプルの軍使 Wee Willie Winkie (1937)
- ハリケーン The Hurricane  (1937)
- サラブレッド・ドント・クライ Thoroughbreds Don't Cry (1937)
- 四人の復讐 Four Men and a Prayer (1938)
- 魔城脱走記 Kidnapped (1938)
- 青い制服 The Under-Pup (1939)
- 第三の影 Another Thin Man (1939)
- レベッカ Rebecca (1940)
- 哀愁 Waterloo Bridge (1940)
- ジキル博士とハイド氏 Dr. Jekyll and Mr. Hyde (1941)
- キュリー夫人 Madame Curie (1943)
- ドーヴァーの白い崖 The White Cliffs of Dover  (1944)
- 若草物語 Little Women (1949)